# 藤本俊之
藤本 俊之（ふじもと としゆき、1979年6月25日 - ）は、日本の陸上競技選手。兵庫県出身。兵庫県立社高等学校、東海大学卒業。元富士通陸上競技部所属。元・400mリレー日本学生記録保持者（東海大学チーム）。世界陸上選手権エドモントン大会男子400mリレー日本代表。

## 経歴
高校時代からインターハイなどで活躍していたが、東海大進学後に高野進の指導を受け日本のトップ選手へと成長した。2001年、エドモントン世界陸上選手権に日本代表として出場。400mリレーでは3走を務め、決勝進出を果たしたが、隣のレーンの選手と接触して減速。メダル獲得を逃した。個人種目では200mに出場し準決勝で敗退した。
2002年、東海大を卒業し富士通に就職。同社の陸上競技部に所属した。しかしその後はケガなどで精彩を欠き、退部した。末続慎吾の盟友として知られ、末続が「陸上競技マガジン」に連載していたエッセイに頻繁に登場していた。
父は1967年と1968年にインターハイ100mと200mの2冠を達成した藤本泰三。